# Eucalyptus macrocarpa
Eucalyptus macrocarpa är en myrtenväxtart som beskrevs av William Jackson Hooker. Eucalyptus macrocarpa ingår i släktet Eucalyptus och familjen myrtenväxter. Inga underarter finns listade i Catalogue of Life.

## Bildgalleri

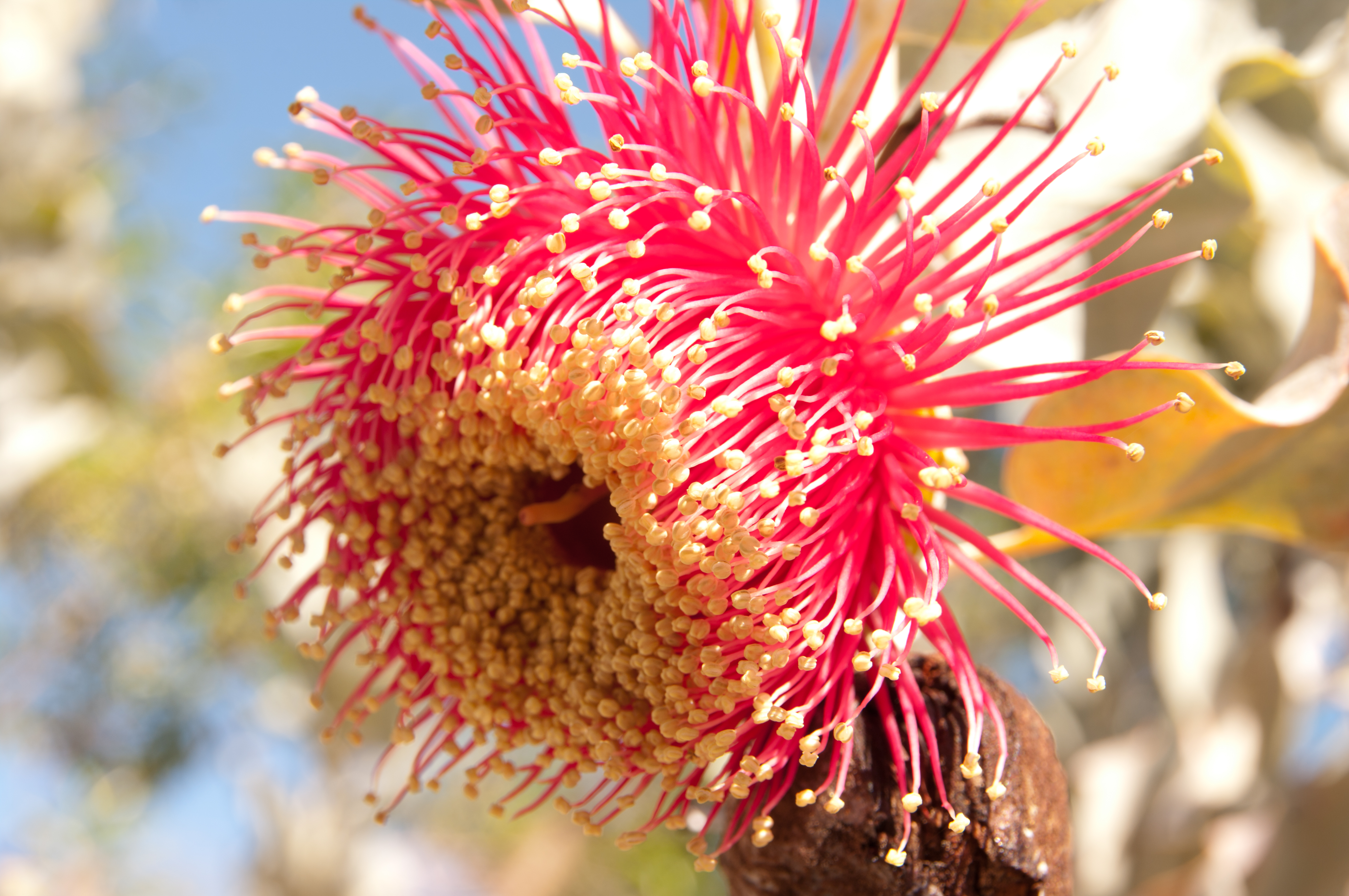
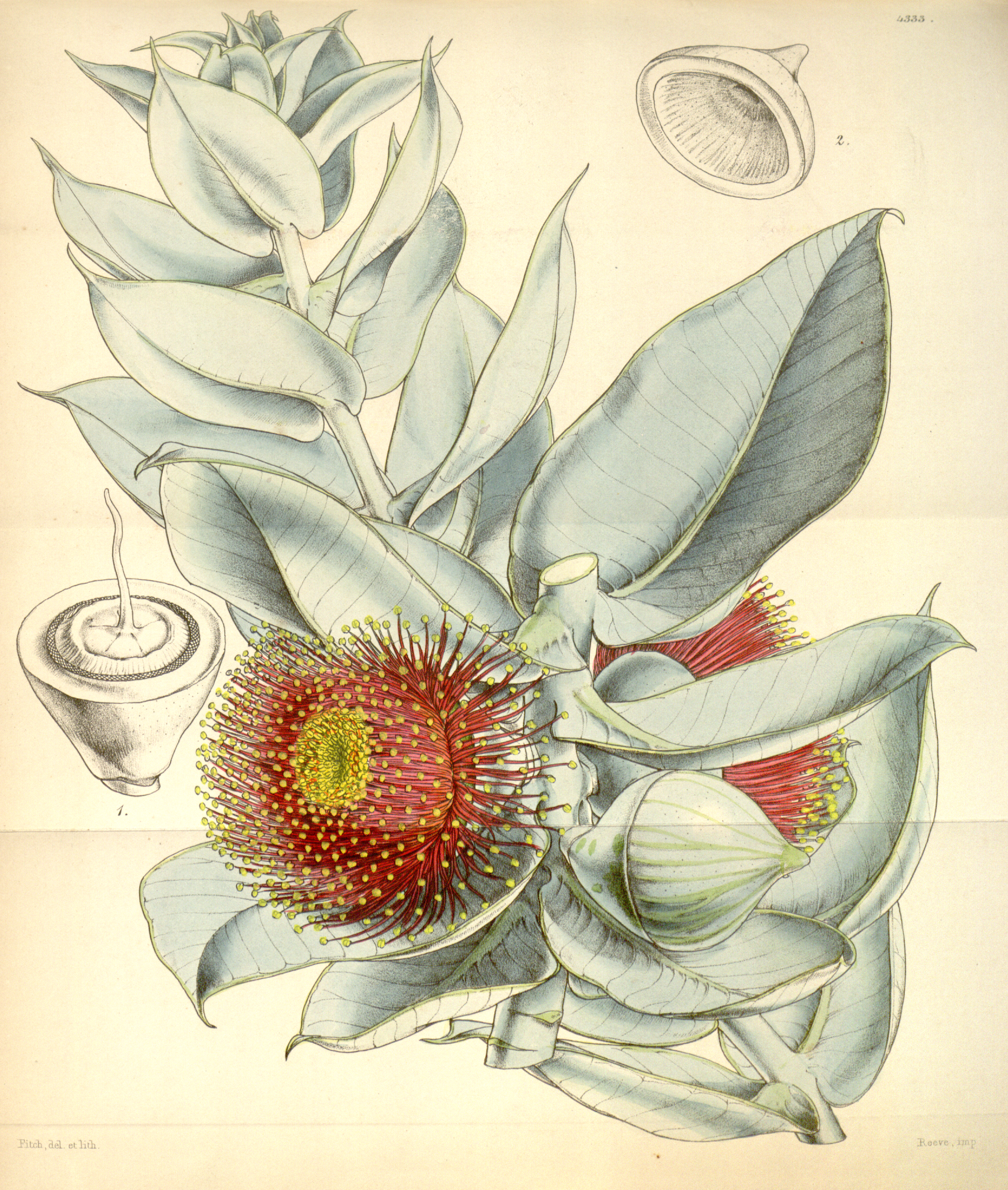